# Frans Malherbe
Pour les articles homonymes, voir Malherbe.
Pas d'image ? Cliquez ici

a Compétitions nationales et continentales officielles uniquement.

b Matchs officiels uniquement.
Dernière mise à jour le 17 octobre 2023.
Frans Malherbe, né à Bredasdorp le 14 mars 1991, est un international sud-africain de rugby à XV jouant au poste de pilier pour la Western Province en Currie Cup et pour la franchise des Stormers en United Rugby Championship.

## Carrière

### En club
Frans Malherbe est né à Bredasdorp dans la province du Cap. Il est éduqué à la Paarl Boys' High School (en), avec qui il remporte le championnat national scolaire en 2009. 
Il fait ensuite partie l'académie de la Western Province à partir de 2007, et dispute notamment la Craven Week.
Malherbe fait ses débuts professionnels avec la Western Province lors de la saison 2011 de Vodacom Cup. Il débute également en Currie Cup plus tard la même année. Toujours en 2011, il rejoint aussi la franchise des Stormers en Super Rugby.
En 2022, il participe activement au bon parcours des Stormers qui, pour leur première saison en United Rugby Championship, remportent la compétition,.
Au mois de janvier 2023, il signe une prolongation de contrat de trois saisons, le liant au club jusqu'en 2026.

### En sélection
Frans Malherbe obtient sa première cape internationale avec l'équipe d'Afrique du Sud le 9 novembre 2013 à l'occasion d'un test-match contre l'équipe du Pays de Galles à Cardiff.
Il fait partie du groupe sud-africain choisi par Heyneke Meyer pour participer à la Coupe du monde 2015 en Angleterre. Il dispute six matchs de cette compétition, contre les Samoa, l'Écosse, les États-Unis, le Pays de Galles, la Nouvelle-Zélande et l'Argentine.
En 2019, il est retenu par sélectionneur Rassie Erasmus dans le groupe de 31 joueurs pour disputer la Coupe du monde au Japon. Il dispute six matchs de cette compétition, contre la Nouvelle-Zélande, l'Italie, le Canada, le Japon, le Pays de Galles et l'Angleterre. Il est sacré champion du monde au terme de la compétition.

## Palmarès

### En club
- Vainqueur de la Currie Cup en 2012 et 2014 avec la Western Province.
- Finaliste de la Currie Cup en 2013 avec la Western Province.
- Vainqueur de l'United Rugby Championship en 2022 avec les Stormers.

### En sélection
- Vainqueur du Rugby Championship en 2019.
- Vainqueur de la Coupe du monde en 2019 et en 2023.

## Statistiques
Au 19 janvier 2023, Frans Malherbe compte 69 sélections, 57 en tant que titulaire, en Afrique du Sud. Il obtient sa première sélection avec les Springboks le 9 novembre 2013 au Millennium Stadium contre le pays de Galles.
Il participe à six éditions du Rugby Championship, en 2014, 2015, 2018, 2019, 2021 et 2022.
Il participe à deux éditions de la Coupe du monde, en 2015 (six matchs) et en 2019 (six matchs).